# Ethniki Odos 39
Die Ethniki Odos 39 (griechisch Εθνική Οδός 39 ‚Nationalstraße 39‘) ist eine Straßenverbindung in Griechenland. Sie bildete zugleich bis 2016 die Europastraße 961; die Bezeichnung ist seit Fertigstellung der Autobahn Aftokinitodromos 71 bis Sparta auf diese übergegangen.

## Verlauf
Die Straße beginnt in Tripoli (Τρίπολη) an der Straße Ethniki Odos 7 und führt nach Süden/Südosten über die Anschlussstelle 10 der Autobahn Aftokinitodromos 7 und Manthyrea nach Alepochori und von dort über Voutiani nach Sparta (Σπάρτη). Dort trifft die von Kalamata kommende Straße Ethniki Odos 82 auf sie. Die EO 39 setzt sich nach Süden über Amykles und Trapezandi nach Krokees fort. Dort zweigt die Ethniki Odos 86 in Richtung Monemvasia (Μονεμβασία) nach Osten ab. Die Fortsetzung der Straße führt nach Süden in die Küstenstadt Gythio (Γύθειο), wo sie endet (der RV-Atlas verzeichnet eine Fortsetzung in das 28 km westlich gelegene Areopoli).